# 平滑濾波器
平滑濾波器（英語：Smoother）是增加低頻的空間域濾波技術。空間域濾波技術即不經由傅立葉轉換，直接處理影像中的像素，主要用於模糊化和去除雜訊。平滑濾波器的輸出是濾波器遮罩的鄰域所含像素的平均，遮罩越大平滑的效果越好，然而若遮罩過大平滑效果會使邊緣的信息失真越嚴重，使输出的圖像過度模糊，因此需合理選擇遮罩的大小。

## 實現

### 簡易型平滑濾波器
最簡易型的平滑濾波器可表示為下式
{\displaystyle y[n]={1 \over 2L+1}\sum _{\tau =n-L}^{n+L}x[\tau ]}
可改寫為
{\displaystyle y[n]=x[n]*h[n]}

h[n]如下圖所示
|  |

{\displaystyle y[n]=\sum _{\tau }x[n-\tau ]h[\tau ]=\sum _{\tau =-L}^{L}x[n-\tau ]{1 \over 2L+1}={1 \over 2L+1}\sum _{\tau =-L}^{L}x[n-\tau ]}
{\displaystyle y[n]={1 \over 2L+1}\sum _{\tau =n-L}^{n+L}x[\tau ]}
{\displaystyle y[n-1]={1 \over 2L+1}\sum _{\tau =n-1-L}^{n-1+L}x[\tau ]}

則可以把y[n]改寫為遞迴形式
{\displaystyle y[n]=y[n-1]+{1 \over 2L+1}(x[n+L]-x[n-1-L])}

### 一般型態平滑濾波器
一般型態平滑濾波器可表示成下列式子
{\displaystyle y[n]=x[n]*h[n]=\sum _{\tau =n-L}x[n-\tau ]h[\tau ]}
而h[n]需符合下列條件
{\displaystyle {\begin{cases}\ 1.h[n]=h[-n]\\\ 2.|h[n_{1}]|\leq |h[n_{2}]|&|n_{1}|>|n_{2}|\end{cases}}}
任何隨著｜n｜遞減的偶函數都可以當成平滑濾波器
|  |

## 應用
平滑濾波器多用來模糊化、去除雜訊，找出信號長期趨勢。
下列為平滑濾波器簡單的範例
```
% matlab code %

 
y
 
=[
0
:
0.1
:
5
]
'
;
                       
%產生信號

 
y
 
=
 
y
+
 
0.15
.*
randn
(
length
(
y
),
 
1
);
    
%信號加上雜訊

 
y2
 
=
 
smooth
(
y
'
);
                     
%使用平滑濾波器去信號雜訊

 
subplot
(
2
,
1
,
1
),
plot
(
b
,
y
);

 
title
(
'x[n]'
);

 
subplot
(
2
,
1
,
2
),
plot
(
b
,
y2
);
 

 
title
(
'x[n] after smoother'
);

```

模擬結果
|  |